# Demeure du Chaos
Pour les articles homonymes, voir Chaos et DDC.
La Demeure du Chaos (parfois abrégé DDC) est un ancien relais de poste du XVIIe siècle, situé à Saint-Romain-au-Mont-d'Or, entièrement transformé et déstructuré sous l'impulsion de Thierry Ehrmann, son actuel propriétaire.
Cette transformation a fait l'objet de nombreuses controverses qui ont également pris un tournant judiciaire.
La Demeure du Chaos est aussi devenu un musée d'art contemporain, sous le nom de Musée L'Organe, dont l'entrée est gratuite.

## Histoire de la propriété
La propriété, appelée Domaine de la Source, qui fut un temps utilisée comme relais de poste de Saint-Romain-au-Mont-d'Or au XVIIe siècle, était à l'origine le temple protestant de Saint-Romain-de-Couzon. Plus tard, Saint-Romain-de-Couzon se scinde en deux villages distincts : Saint-Romain-au-Mont-d'Or et Couzon-au-Mont-d'Or. Saint-Romain-au-Mont-d'Or est aujourd'hui un village au vieux patrimoine où les modifications architecturales sont soumises à l'autorisation de l'Architecte des bâtiments de France. À la suite des interventions artistiques, l'aspect initial de la demeure a été profondément modifié : murs éventrés et calcinés, adjonction d'éléments architecturaux, façades peintes avec des teintes sombres, etc.

## Présentation

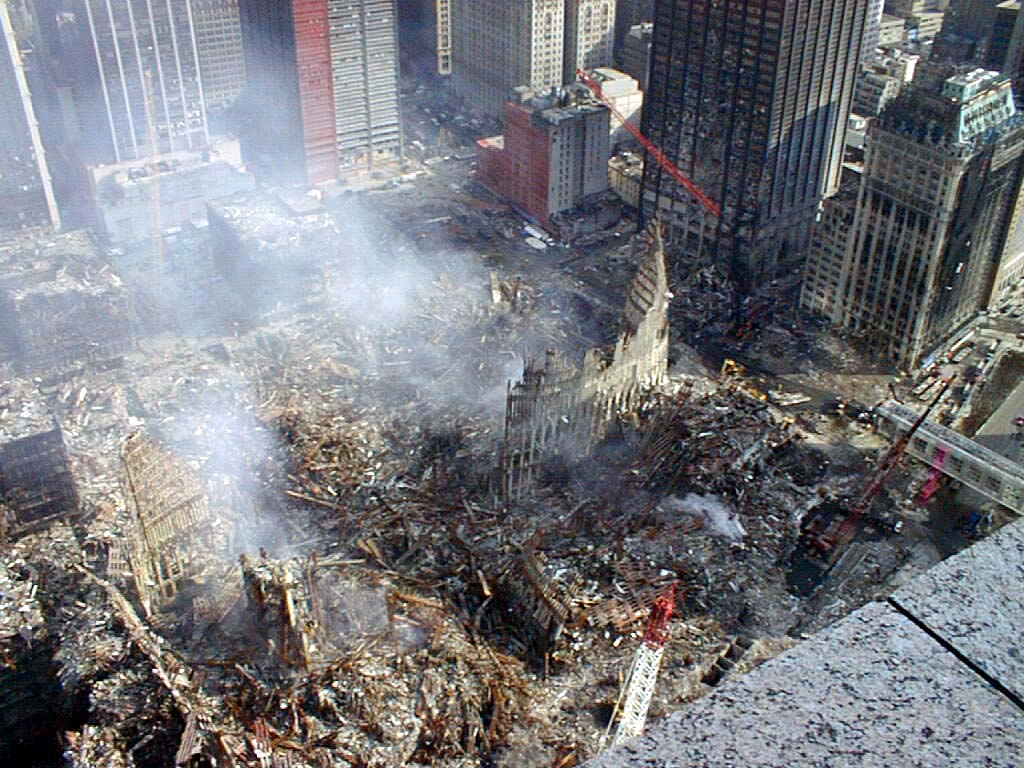
Le World Trade Center en ruines :
motif apocalyptique d'inspiration pour la Demeure du Chaos

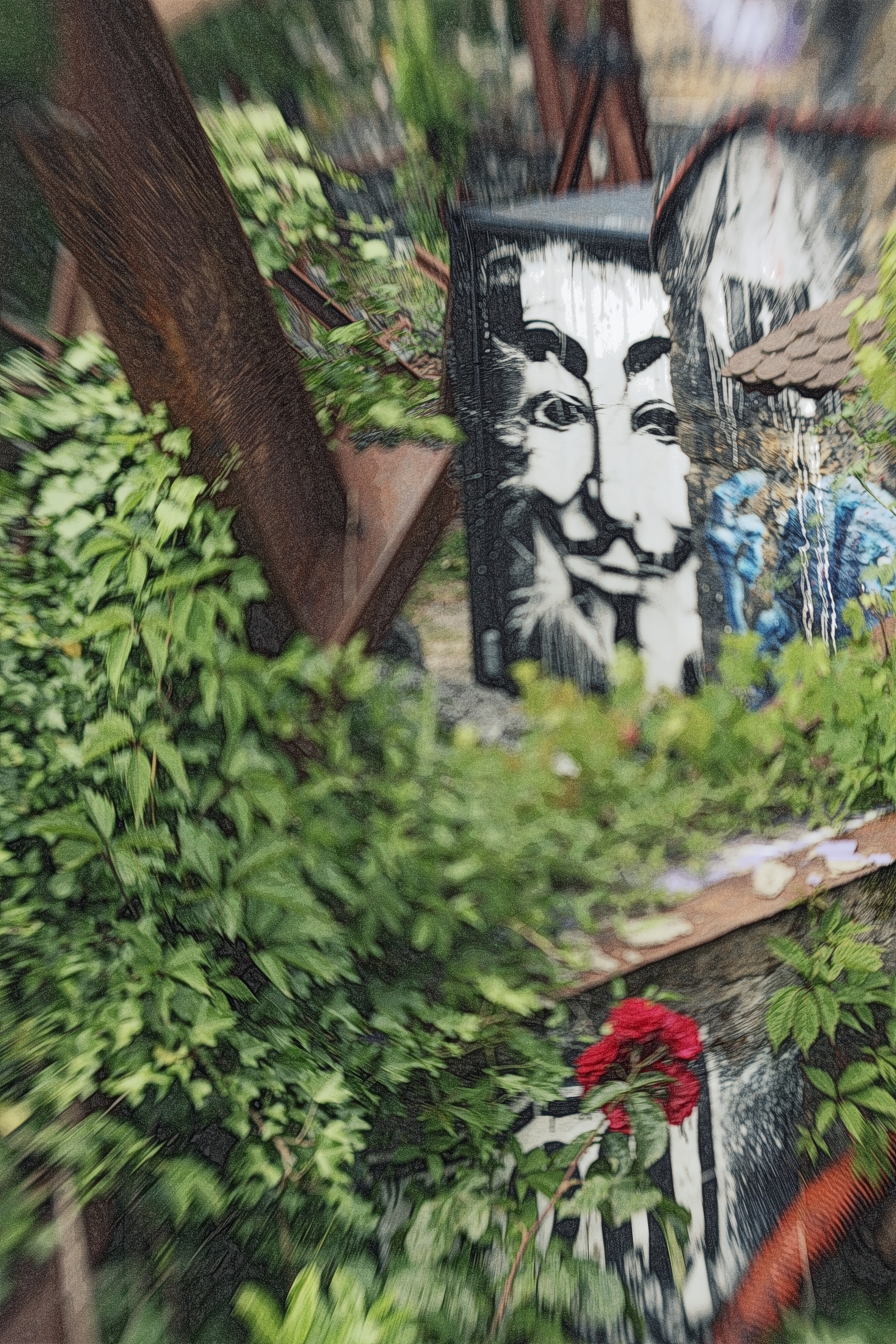
Un masque de Guy Fawkes s'y trouve, ornant un mur

S'étendant sur 12 000 m², et cernée de caméras de vidéosurveillance, la Demeure du Chaos a l'apparence d'un vaste décor post-apocalyptique, sorte de no man's land militaire, où se côtoient de nombreuses installations : vestige de météorite, hélicoptère écrasé au sol, carcasses calcinées de voitures, inscriptions géantes peintes sur les murs, les sols et les toits, sculptures menaçantes en ferraille rouillée, vestiges d'incendies, poutrelles et structures de béton de blockhaus, têtes de mort monumentales dans les arbres... Aujourd'hui, la DDC est un musée d'art contemporain. L'entrée est libre et gratuite, le visiteur peut repartir avec un poster gratuit ainsi que le livre Honte à Vous, et s'il le désire, il peut signer la pétition de soutien à la demeure du chaos.
Cette création collective figure notamment les scènes médiatisées de catastrophe, et des évènements d'actualité comme les attentats du 11 septembre 2001 et les émeutes dans les banlieues françaises.
Cette Demeure du Chaos, initiée dès 1999 par Thierry Ehrmann artiste plasticien et qui accueille l'exposition 30 ans de sculptures de Thierry Ehrmann 
rassemble et intègre 4 509 œuvres d'art, réalisées par plus de 70 artistes[réf. nécessaire], dans un concept de perpétuelle création comparé à celui de la Factory.
La Demeure du Chaos est également le siège de l'entreprise Groupe Serveur dont Thierry Ehrmann est président, et ses filiales, dont Artprice. La Demeure du Chaos est aussi le siège de la SARL le Musée L'Organe, société qui gère la demeure du chaos.
Le 20 mars 2025, la ministre de la Culture Rachida Dati reconnait officiellement La Demeure du Chaos comme œuvre d'art totale

## Bataille judiciaire
Les médias ont fortement relayé cette affaire à ses débuts tant l'originalité de la démarche a heurté les riverains. Les immenses travaux ayant été réalisés sans autorisations préalables, la justice a condamné Thierry Ehrmann à une remise en état des murs extérieurs du bâtiment. Excédés par la gêne causée par la DDC et la lenteur de la Justice, un petit nombre de voisins se sont constitués en collectif depuis le 15 janvier 2012 pour demander l'application de la décision de la cour d'appel de Grenoble : le Collectif des Saromagnots, devenu par la suite Collectif Saint Romain.
Le nombre de signataires de la pétition relayée par ce collectif visant à fermer la demeure du chaos reste néanmoins extrêmement plus faible que le nombre de signataires d'une autre pétition, en faveur de la préservation du musée (au 24 juin 2017, seulement 110 signataires pour la première contre 181 000 pour la seconde, dont 2 269 habitants des communes de Saint-Romain et de Couzon-au-Mont-d'Or).
Le non-respect des règles d'urbanisme a motivé le maire du village, Pierre Dumont; à porter plainte en 2004. [réf. nécessaire]
Le 16 février 2006, le tribunal a condamné Thierry Ehrmann à remettre sa demeure en état, sous peine d'une astreinte de 75 euros par jour.
Le 13 septembre 2006, la cour d'appel de Lyon a condamné Thierry Ehrmann à une amende de 200 000 euros pour « absence de déclaration préalable d'une œuvre supérieure à 40 m3 », sans obligation de restituer les façades dans leur état d'origine. Si cette décision de justice souligne le non-respect des règles de l'urbanisme par Thierry Ehrmann, elle reconnaît également que « la Demeure du chaos est indiscutablement une œuvre d'art », en la protégeant, c'est-à-dire en n'imposant ni sa destruction, ni sa modification.
Le parquet de Lyon et la mairie se sont pourvus en cassation.
Cette bataille judiciaire rappelle l'affaire Brâncusi dans les années 1920, où la justice était confrontée à la question du statut d'œuvre d'art, notamment dans l'intervention du procureur général de Lyon : « L’attendu [de l’arrêt de la Cour d’appel] selon lequel il s’agit d’une œuvre d’art pose problème : est-ce que la justice est compétente pour décider de ce qu’est une œuvre d’art ?».
L'arrêt est cassé et renvoyé devant la cour d'appel de Grenoble. Ce procès s'est terminé le 18 novembre 2008 à 13 heures, et le jugement a été mis en délibéré au 16 décembre à 14 heures. Lors de cette audience, l'Avocat général représentant le Ministère public a demandé la remise en état de la Demeure. Le 16 décembre 2008, La cour d'appel de Grenoble a demandé la remise en état de la Demeure du Chaos dans un délai de 9 mois avec, passé ce délai une astreinte de 75 € par jour, ainsi qu'une amende de 30 000 €.
C'est cette fois-ci Thierry Ehrmann qui s'est pourvu en cassation. La cour a rejeté son pourvoi dans son arrêt du 15 décembre 2009.
Les recours français étant épuisés, Thierry Ehrmann confirme dans un communiqué de presse du 16 décembre 2009 sa volonté d'engager un recours devant la Cour européenne des droits de l'homme (CEDH).
Dans un article du Wall Street Journal, du 22 mars 2013, la journaliste Noémie Bisserbe, a confirmé que Thierry Ehrmann a déposé un deuxième recours devant la CEDH. Information confirmée par l'échange de courrier entre Maître Dumoulin et Maître Benabent.
En 2022, la bataille judiciaire se poursuit et à la suite d'une plainte de Thierry Erhrmann, le tribunal judiciaire rejette le 7 février les demandes de la commune et condamne celle-ci à verser 4 000 € aux sociétés du plaignant. Peu après, le nouveau maire de la commune annonce la suspension des procédures engagées.

## Publications
- Honte à Vous, Édition Musée L'Organe (également une version en ligne)
- Abode of Chaos Spirit, Édition Musée L'Organe
- Catalogue raisonné, tome 1, Édition Musée L'Organe
- Demeure du Chaos: Un étrange témoin raconte, Lyon Mag Éditions
- Demeure du Chaos Opus IX Édition Musée L'Organe, en consultation libre
- https://www.demeureduchaos.com/wp-content/uploads/2025/05/Catalogue_DDC_2025_ENTIER-HD.pdf

### Filmographie
- Envoyé Spécial France 2
- Welcome to Chaos / Chaos dans la Demeure par Daniel Charton, Y. Jamali, France 24